# 柴木铁路
柴木铁路是青海省唯一的地方铁路。起自青海省海北藏族自治州刚察县境内，连接青藏铁路柴达尔支线上的柴达尔站，经刚察县、祁连县和天峻县三县，至木里煤田，是一条运煤专线铁路，全长142.04公里。
业主为青海省交通厅（即青海省地铁办公室或青海鑫运地方铁路建设有限公司）下属的哈木铁路有限公司，位于西宁市经济开发区金桥路88号。2007年8月10日以《青海省人民政府办公厅关于组建哈尔盖至木里铁路公司有关问题的复函》（青政办函﹝2007﹞133号）由青藏铁路公司、青海省交通厅、青海省投资发展中心、青海中地矿资源开发有限公司、青海庆华矿业煤化集团有限公司共同出资组建哈木铁路公司，管辖范围从青藏铁路西格段哈尔盖站（不含）起到木里站止，包括既有哈尔盖至柴达尔段53.2公里和新建柴达尔至木里段142.04公里，营业里程共计195.24公里。2009年1月21日在青海省工商行政管理局注册成立，注册资本为145,300万元。

## 技术指标
平均海拔在3700米左右，轨面最高海拔超过4000米。穿越多年冻土区70余公里。线路沿哈尔盖曲北上，穿越大通山垭口，跨越大通河折西沿大通河北岸行进，路经江仓煤矿至终点木里煤矿。
设计铁路等级为线下国铁二级，线上工企一级，正线为单线铁路。
全线设计时速100公里，年运输能力1400万吨。

## 历史
该条铁路自2006年4月25日开工建设，2009年4月进入了铺架阶段。至2009年7月30日全线竣工，是世界上海拔最高的地方铁路。工程概算25亿多元。线路上渣整道、线路提速以及三电配套工程
柴木铁路建设主体虽基本完成，行车时速达到60公里以上，但三电通信工程无法接续（主要是哈柴铁路支线尚未改造完成），全线护轮轨还没有安装，全线防护栅栏安装尚未完成。按照铁道部铁路竣工验收有关规定，柴木铁路初步验收还没有完全达到相关条件，所以柴木铁路目前尚不具备试运营条件。
哈柴铁路支线近年运输能力只有150万吨左右，铁道部虽已批复哈尔盖至柴达尔铁路既有线改造投资2.36亿元